# Johan August Wallén
Johan August Wallén, född 15 november 1844 i Flistads församling, Östergötlands län, död 1 juni 1891 i Skeda församling, Östergötlands län, var en svensk organist och skulptör.
Wallén studerade vid Konstakademien i Stockholm 1867–1868 där han omnämndes som en framstående modellör i lera. Efter sina konststudier arbetade han som organist i Skeda församling och bedrev sitt konstnärskap på fritiden. Han ställde ut några gånger där han visade skulpturutkast för större skulpturer och mindre föremål tillverkade av lera.